# Красная Поляна (Черемшанский район)
Кра́сная Поля́на (тат. Кызыл Алан) — деревня в Черемшанском районе Республики Татарстан России. Входит в состав Старокутушского сельского поселения.

## География
Деревня находится в юго-восточной части Татарстана, в лесостепной зоне, на берегах одного из правых притоков реки Большая Сульча, к югу от автодороги 16К-0131, на расстоянии примерно 21 километра (по прямой) к западу от села Черемшан, административного центра района. Абсолютная высота — 131 метр над уровнем моря.

### Климат
Климат характеризуются как умеренно континентальный, с холодной продолжительной зимой и тёплым летом. Среднегодовая температура воздуха составляет 3,2 °С. Средняя температура воздуха самого холодного месяца (января) — −12 °C (абсолютный минимум — −47 °C); самого тёплого месяца (июля) — 18,7 °C (абсолютный максимум — 38 °C). Среднегодовое количество атмосферных осадков составляет 528 мм, из которых около 391 мм выпадает в период с апреля по октябрь. Снежный покров держится в течение 144 дней.

### Часовой пояс
Деревня Красная Поляна, как и весь Татарстан, находится в часовой зоне МСК (московское время). Смещение применяемого времени относительно UTC составляет +3:00.

## Население
Население деревни Красная Поляна в 2011 году составляло 27 человек.

### Национальный состав
Согласно результатам переписи 2002 года, в национальной структуре населения русские составляли 69 % из 42 чел.